# Карпенето
Карпенето (итал. Carpeneto) — коммуна в Италии, располагается в регионе Пьемонт, в провинции Алессандрия.
Население составляет 937 человек (2008 г.), плотность населения составляет 69 чел./км². Занимает площадь 14 км². Почтовый индекс — 15071. Телефонный код — 0143.
Покровителем коммуны почитается святой Георгий, празднование 23 апреля.

## Демография
Динамика населения:

## Администрация коммуны
- Официальный сайт: